# Bay Point
Bay Point é uma Região censo-designada localizada no Estado americano da Califórnia, no Condado de Contra Costa.

## Geografia
A área total da cidade é de 24,1 km² (9,3 mi²), sendo tudo coberto por terra.

## Demografia
De acordo com o censo de 2000, a densidade populacional é de 895,0/km² (2318,2/mi²) entre os 21.534 habitantes, distribuídos da seguinte forma:
- 46,25% caucasianos
- 12,71% afro-americanos
- 1,05% nativo americanos
- 11,15% asiáticos
- 0,85% nativos de ilhas do Pacífico
- 20,18% outros
- 7,82% mestiços
- 38,64% latinos

Existem 4919 famílias na cidade, e a quantidade média de pessoas por residência é de 3,27 pessoas.

## Localidades na vizinhança
O diagrama seguinte representa as localidades num raio de 16 km ao redor de Bay Point. 